# The Lavender Hill Mob
 The Lavender Hill Mob és una pel·lícula britànica de Charles Crichton estrenada el 1951.

## Argument
Mr. Holland (Alec Guinness) és un tímid empleat de banca a Londres. Durant anys, ha vist un munt d'or que entrava i sortia del banc. Tot d'una descobreix que el traslladaran.
En una setmana, dissenya un pla per robar la càrrega setmanal, amb l'ajuda d'un amic, Pendlebury (Stanley Holloway). Compten amb dos lladregots, Lackery Smith (Sid James) i Shorty (Alfie Bass) per ajudar a portar el botí.
La idea de Holland és fondre les barres de convertir-les en estàtues de la Torre Eiffel i transportar-les, així, a França. El pla es desmunta quan una de les estàtues es perd i és recuperada per la policia. Després d'una persecució per la capital londinenca, Holland aconsegueix escapar a l'Amèrica del Sud, mentre que Pendlebuty és arrestat.

## Repartiment
- Alec Guinness: Mr. Holland
- Stanley Holloway: Mr. Pendlebury
- Sydney James: Lackery
- Alfie Bass: Shorty
- Marjorie Filding: Mrs. Chalk
- Audrey Hepburn: Chiquita
- Robert Shaw: policia tècnic de laboratori

## Premis i nominacions
El 1999, el British Film Institute l'ha situada al lloc 17 de la llista de les cent millors pel·lícules britàniques del segle XX

### Premis
- 1952. BAFTA a la millor pel·lícula britànica
- 1953. Oscar al millor guió original per T.E.B. Clarke[2]

### Nominacions
- 1951. Lleó d'Or al Festival Internacional de Cinema de Venècia per Charles Crichton.
- 1952. BAFTA a la millor pel·lícula
- 1953. Oscar al millor actor per Alec Guinness[2]

## Al voltant de la pel·lícula
- No s'ha de confondre amb The Italian Job de Peter Collinson, de 1969, un altre film britànic que tracta d'un robament d'or, aquest cop a Torí.
- Destacar una de les primeres aparicions d'Audrey Hepburn, aleshores amb vint-i-dos anys. Apareix al principi de la pel·lícula ambientada a Rio de Janeiro. Guinness estava molt impressionat en veure l'actriu, encara que aquesta només va sortir en una escena. Era només una escena per dir- va dir més tard Alec Guinness- jo no crec que fos un particular atractiu. Però la seva bellesa i la seva presència va ser notable. Després de filmar l'escena, Guinness va trucar al seu agent: No sé si sap actuar, va dir,però una veritable estrella de cinema ha entrat en el set. Algú hauria de fer-li un contracte abans que ens la prenguin els nord-americans[3]